# 해스켈 V. 앤더슨 3세
해스컬 V. 앤더슨 3세(Haskell V. Anderson III, 1943년 11월 26일 ~ )는 미국의 배우이다.
뉴욕에서 태어났다.

## 출연 작품

### 영화
- 디스 크리스마스 (2007, This Christmas)
- 범죄의 향기 (2001년)
- 타임 랩스 (2001년)
- 에디 머피의 라이프 (1999년) - 정키 역
- 시빌 액션 (1998년)
- 잠수 특전대 (1990년)
- 어벤저 (1989년)

### 텔레비전
- 에이리언 네이션 - TV 시리즈 (1989-90, Alien Nation)